# River Bluff (Kentucky)
Pour les articles homonymes, voir River Bluff.
River Bluff est une ville américaine située dans le comté d'Oldham, dans le Kentucky. Selon le recensement de 2020, sa population est de 436 habitants.